# Tělovýchovná jednota Sparta Praha 1989-1990
Questa voce raccoglie le informazioni riguardanti il Tělovýchovná jednota Sparta Praha nelle competizioni ufficiali della stagione 1989-1990.

## Stagione
I granata vincono il campionato cecoslovacco. In Coppa dei Campioni eliminano il Fenerbahçe per 5-2 ma si fanno escludere dal CSKA Sofia con lo stesso punteggio agli ottavi di finale.

## Calciomercato
Vengono ceduti Chovanec (PSV), e nel gennaio del 1990 Griga (Feyenoord) e Lavička (Spartak ZVU Hradec Králové).
Vengono acquistati Miroslav Mlejnek (Sigma Olomouc), Rudolf Matta (Tatran Prešov) Tomáš Krejčík (Tábor), Petr Podaný (JZD Slušovice), Jozef Weber, Jan Saidl e, nel gennaio del 1990, Tomáš Matejcek (Bohemians Praga).

## Rosa
| N. |                           | Ruolo | Calciatore       |
| -- | ------------------------- | ----- | ---------------- |
|    | Cecoslovacchia (bandiera) | P     | Jozef Michálek   |
|    | Cecoslovacchia (bandiera) | P     | Jan Stejskal     |
|    | Cecoslovacchia (bandiera) | D     | Petr Vrabec      |
|    | Cecoslovacchia (bandiera) | D     | Ivan Čabala      |
|    | Cecoslovacchia (bandiera) | D     | Rudolf Matta     |
|    | Cecoslovacchia (bandiera) | D     | Július Bielik    |
|    | Cecoslovacchia (bandiera) | D     | Michal Horňák    |
|    | Cecoslovacchia (bandiera) | D     | Miroslav Mlejnek |
|    | Cecoslovacchia (bandiera) | C     | Jiří Novotný     |
|    | Cecoslovacchia (bandiera) | C     | Jozef Weber      |

| N. |                           | Ruolo | Calciatore     |
| -- | ------------------------- | ----- | -------------- |
|    | Cecoslovacchia (bandiera) | C     | Tomáš Matejcek |
|    | Cecoslovacchia (bandiera) | C     | Michal Bílek   |
|    | Cecoslovacchia (bandiera) | C     | Tomáš Skuhravý |
|    | Cecoslovacchia (bandiera) | C     | Ivan Hašek     |
|    | Cecoslovacchia (bandiera) | C     | Václav Němeček |
|    | Cecoslovacchia (bandiera) | A     | Jan Saidl      |
|    | Cecoslovacchia (bandiera) | A     | Tomáš Krejčík  |
|    | Cecoslovacchia (bandiera) | A     | Petr Podaný    |
|    | Cecoslovacchia (bandiera) | A     | Petar Novák    |
|    | Cecoslovacchia (bandiera) | A     | Roman Kukleta  |